# 東山魁夷
東山 魁夷（ひがしやま かいい、1908年〈明治41年〉7月8日 - 1999年〈平成11年〉5月6日）は、日本の画家、版画家、著述家。昭和を代表する日本画家の一人で、風景画の分野では国民的画家といわれる。文化勲章受章者。千葉県市川市名誉市民。本名は東山 新吉（ひがしやま しんきち）。

## 来歴・人物

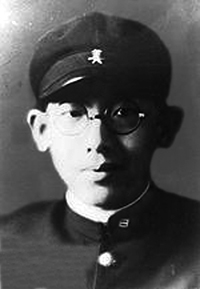
学生時代の魁夷

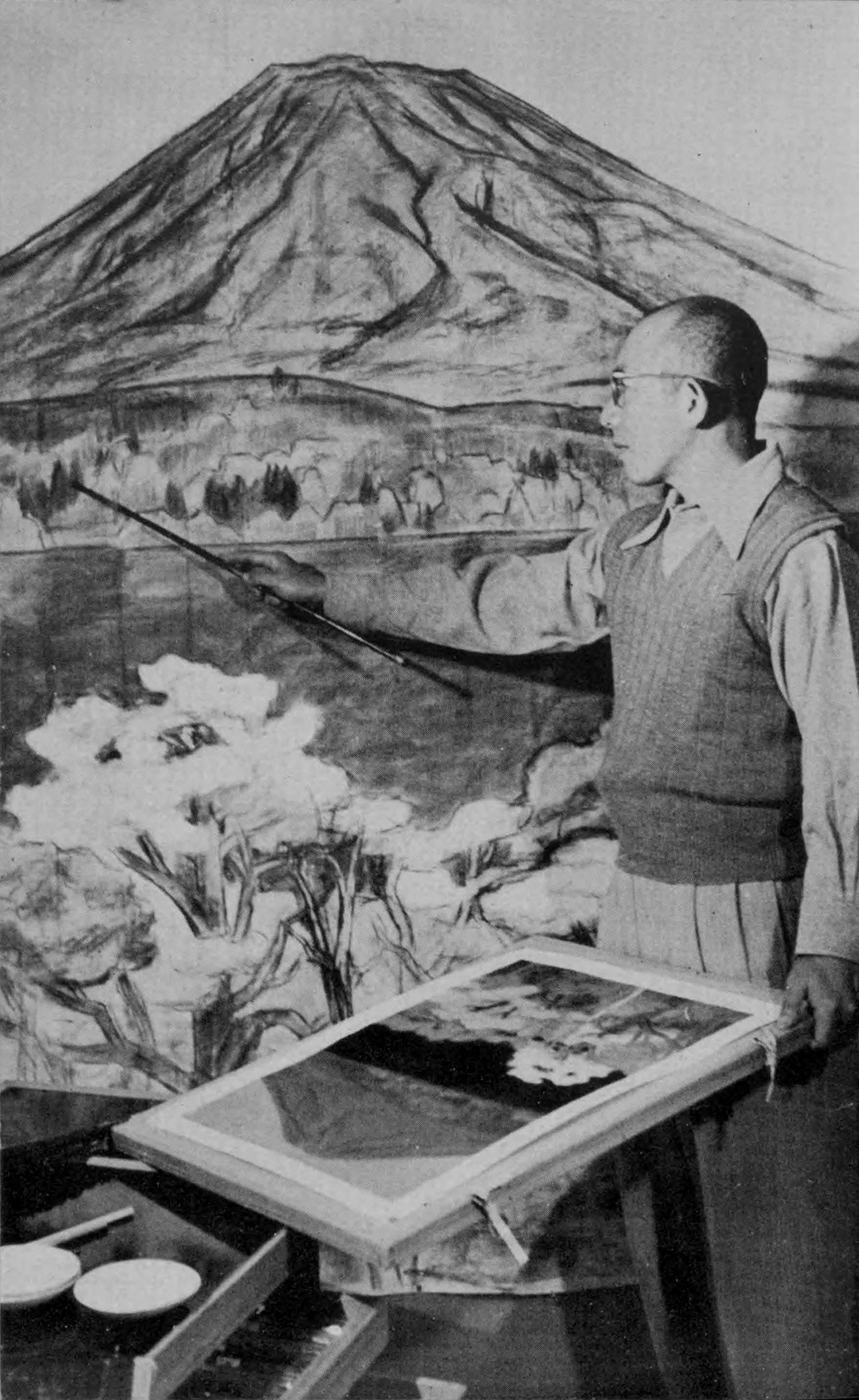
東山魁夷（1955年ごろ）

船具商を営んでいた父・浩介と妻・くにの次男として神奈川県横浜市の海岸通に生まれる。父の仕事の関係で3歳の時に兵庫県神戸市西出町へ転居。兵庫県立第二神戸中学校（現：兵庫高校）在学中から画家を志し、東京美術学校（現：東京芸術大学）の日本画科へ進学した。結城素明に師事。在学中の1929年第10回帝展に『山国の秋』を初出品し、初入選を果たす。1931年に美術学校を卒業した後、1933年、ドイツのベルリン大学（現：フンボルト大学）に留学。1934年日本とドイツとの間で交換留学制度が始まり、第1回日独交換留学生（日本からのドイツ学術交流会最初の留学生）として2年間の留学費用をドイツ政府から支給されることになり、11月ベルリン大学文学部美術史科に入学したが、父が危篤の報を受け奨学金支給期間を1年残したまま日本に帰国した。1940年には日本画家の川﨑小虎の娘すみと結婚。同年、東北地方へのスケッチ旅行で足を延ばした種差海岸（青森県八戸市東部）の風景とそこにいる馬に取材した『凪』を紀元二千六百年奉祝美術展に出展した。種差を題材にしたと思われる作品は生涯で17点ほどあり、馬も東山作品のモチーフとなった。
太平洋戦争に前後して、画業でも家庭でも苦難が続いた。1941年には母が脳出血で倒れて療養生活に入り（1945年11月死去）、事業に失敗した父は翌1942年に急死。
1945年4月には母と妻を伴って高山（岐阜県）へ疎開するも、7月には召集令状を受けて入営。熊本県で爆弾を抱えての対戦車体当たり攻撃の訓練を受けるうち終戦を迎えた。召集解除後は小虎、母、妻が疎開していた山梨県中巨摩郡落合村（現：南アルプス市）に一旦落ち着く。

### 戦後
1945年11月に母が死去すると千葉県市川市に移った。市川では、馬主としても知られる実業家・中村勝五郎から住居の提供など支援を受けていた。1946年の第1回日展には落選し、直後に結核療養中だった弟が死去。東山魁夷は当時の境遇を「どん底」と回想しつつ、「これ以上落ちようがない」と思うとかえって気持ちが落ち着き、「少しずつでも這い上がって行く」決意を固めた。
1947年の第3回日展で、鹿野山（千葉県君津市）からの眺めを描いた『残照』が特選を得て日本国政府に買い上げられたことから世評が高まり、風景を題材とする決意を固め、独自の表現を追求した。1950年に発表した『道』は、前方へとまっすぐに伸びる道それだけを描く作品で、単純化を極めた画面構成に新機軸が示されている。制作前には種差を再訪し、中村が紹介したと思われるタイヘイ牧場に投宿して写生した。
1953年、大学の同窓・吉村順三設計による自宅を建て、50年以上に亘りその地で創作活動を続けた。
北欧、ドイツ、オーストリア、中国と海外にも取材し、次々と精力的に発表された作品は、平明ながら深い精神性を備え、幅広い支持を集めた。同年に日展審査員となり、以後、歴任した。1956年、『光昏』で日本芸術院賞。1960年に東宮御所（『日月四季図』）、1968年に落成した皇居宮殿の障壁画を担当した。1961年、吹上御所御用命画『万緑新』。1962年、イタリアのローマ日本文化館に『緑岡』。1965年、日本芸術院会員、日展に『白夜光』。1968年、皇居新宮殿壁画『朝明けの潮』、文化財保護審議会専門委員。1969年、毎日芸術大賞、文化勲章、文化功労者。1970年、東京国立博物館評議員。1973年、自然環境保全審議会委員。1974年、日展理事長に就き、翌1975年に辞任した。1970年代には約10年の歳月をかけて制作した奈良・唐招提寺御影堂障壁画『黄山暁雲』は畢生の大作となった。千変万化する山の姿を墨の濃淡を使い分け、鮮やかに描き出した。東山は黄山を「充実した無の世界」と表現した。混沌とした自然の移ろいにあらゆるものを生み出すエネルギーを感じ取った。この計画を手がけたことにより国内での知名度と人気はさらに高まり、国民的日本画家とも呼ばれるようになった。画集のみならず文章家でもあり画文集など、著作は数多い。川端康成とも親交が深かった。
ドイツ留学中に知ったドイツロマン主義の画家、カスパー・ダーヴィト・フリードリヒを日本に初めて紹介したのも彼である。また、瀬戸大橋のライトグレー色を提案したことでも知られる。
1975年、フランスのパリ吉井画廊で唐招提寺障壁画習作展、ドイツのケルン日本文化会館で同習作展。1976年、パリ吉井画廊で京洛四季習作展。1977年、パリ唐招提寺展に障壁画を出陳。1978年、中華人民共和国の北京と瀋陽で東山魁夷展、パリで『コンコルド広場の椅子』原画展。1979年、ドイツのベルリンとライプチヒで東山魁夷展。1980年、第二期唐招提寺障壁画制作。1981年、唐招提寺鑑真和上像厨子絵『瑞光』を制作・奉納。東京国立近代美術館で東山魁夷展。1982年、国立国際美術館で東山魁夷展。1983年、ドイツのミュンヘン、デュッセルドルフ、ブレーメンで東山魁夷展。1984年、西ドイツ最高栄誉であるプールルメリット学術芸術院会員に選ばれ、ボンで会員章を大統領臨席の下で授与。1986年、日中文化交流協会代表団団長として訪中。1988年、京都市美術館、名古屋市美術館、兵庫県立美術館で東山魁夷展。1990年、東京の日本橋髙島屋でベルリンハンブルクウィーン巡回展帰国記念東山魁夷展。1995年、東京、京都、長野で米寿記念東山魁夷展。1996年、長野県内の高等学校106校に東山魁夷画集図録を贈呈。1997年、神戸、福岡で、米寿を迎えて－東山魁夷「私の森」展。
1999年、老衰のため90歳で死去、従三位、勲一等瑞宝章。墓所は長野市霊山寺。生前、日展への出品作など代表作の多くを東京国立近代美術館と長野県に寄贈。長野県は長野県信濃美術館（現長野県立美術館）に「東山魁夷館」（谷口吉生設計）を増設し、寄贈された作品の常設展示にあてている。その他、少年時代を過ごした神戸市にある兵庫県立美術館、祖父の出身地である香川県坂出市の「香川県立東山魁夷せとうち美術館」にも、版画を中心とする作品が寄贈されている。戦後の復員直後から死去するまで暮らしていた千葉県市川市には、自宅に隣接して「市川市東山魁夷記念館」が開館した。また、美術学校時代のキャンプ旅行の途中、激しい夕立に遇った際に温かいもてなしを受けたことに感謝して後に寄贈された約500点の版画を収蔵する「東山魁夷 心の旅路館」が、岐阜県中津川市（旧長野県木曽郡山口村）にある。
2000年、福岡、東京や名古屋でパリ展帰国記念東山魁夷展。信濃美術館で東山魁夷館10周年記念展東山魁夷の世界。2004年、横浜美術館で東山魁夷展ひとすじの道。2005年、坂出市沙弥島で香川県立東山魁夷せとうち美術館開館記念展。市川市で市川市東山魁夷記念館開館記念特別展。2008年、東京、長野で生誕100年東山魁夷展。2018年、東京、京都で生誕110年東山魁夷展。

## 代表作品
- 『残照』（1947年、東京国立近代美術館収蔵）
- 『道』（1950年、東京国立近代美術館収蔵）
- 『光昏』（1955年、日本芸術院収蔵）
- 『青響』（1960年、東京国立近代美術館収蔵）
- 『白夜』（1963年、北澤美術館収蔵）
- 『曙』（1968年、北澤美術館収蔵）
- 『年暮る』（1968年、山種美術館収蔵）
- 『花明り』（1968年、個人所蔵）
- 『白馬の森』（1972年、長野県立美術館収蔵）
- 『緑響く』（1972年、長野県立美術館収蔵・御射鹿池を描いた作品）
- 『濤声』『山雲』『黄山暁雲』（1975年、唐招提寺障壁画）[8]
- 『朝明けの潮』（1968年、皇居新宮殿壁画）
- 『夕星』（1999年、長野県立美術館収蔵） 絶筆
- 『春雪』（木版画、1986年）
- 『秋思』（リトグラフ、1991年）
- 『秋宵』（リトグラフ、1998年、日本経済新聞社発行）

## 著作
- 『わが遍歴の山河』（新潮社、1957年、新版1971年）
  - 『東山魁夷　わが遍歴の山河 ＜人間の記録＞』（日本図書センター、1999年）。改訂版
- 『私の窓』（新潮社、1961年）
- 『森と湖の国　北欧画集』（美術出版社、1963年）
- 『白夜の旅』（新潮社、1963年。新潮文庫、1980年）
- 『古き町にて　北欧紀行』（明治書房、1964年（限定版）。講談社、2010年（復刻普及版））
- 『風景との対話』（新潮選書、1967年）
- 『朝明けの潮』（三彩社、1968年）
- 『京洛四季』（新潮社、1969年）
- 『馬車よ、ゆっくり走れ』（新潮社、1971年）
- 『泉に聴く』（毎日新聞社、1972年。講談社文芸文庫（現代日本のエッセイ）、1990年）
- 『古都を描く ドイツ・オーストリアを旅して』（集英社、1972年）
- 『白い馬の見える風景』（新潮社、1973年）
- 『四季』（毎日新聞社、1974年）
  - 新編『東山魁夷の世界 四季 1・2』（毎日新聞社、1978年）
- 『唐招提寺への道』（新潮選書、1975年）
- 『六本の色鉛筆』（新潮社、1976年）
- 『日本の美を求めて』（講談社学術文庫、1976年）
- 『コンコルド広場の椅子』（求龍堂、1977年）
- 『大地悠々 国の旅より』（日本経済新聞社、1977年）
- 『天山遥か』（日本経済新聞社、1978年）
- 『東山魁夷画文集』全10巻・別巻 （新潮社、1978–79年）

1. わが遍歴の山河
2. 私の窓
3. 風景との対話
4. 白夜の旅
5. 美の訪れ
6. ドイツ紀行　馬車よ，ゆっくり走れ
7. オーストリア紀行　馬車よ、ゆっくり走れ
8. 唐招提寺への道
9. 六本の色鉛筆
10. 水墨画の世界　中国への旅

別巻. 自伝抄・旅の環
- 『東山魁夷全集』全10巻 （講談社、1979–80年）、画集
- 『黄山白雲』（日本経済新聞社、1979年）
- 『自然のなかの喜び 夏、秋、冬、春』（講談社、1982年）
  - 新編『東山魁夷 自然のなかの喜び　「描くこと」は、「祈ること」』（講談社カルチャーブックス、1995年）
- 『京洛四季』（新潮文庫、1984年）
- 『森と湖と』（新潮文庫、1984年）
- 『唐招提寺全障壁画』（新潮文庫、1984年）
- 『中国への旅』（新潮文庫、1984年）
- 『ドイツ・オーストリア』（新潮文庫、1984年）
- 『風景との巡り会い』（新潮文庫、1984年）
- 『東山魁夷の道　写真・画文集』（読売新聞社、1985年）
- 『山河遍歴』（日本経済新聞社、1989年）
- 『東山魁夷』全5巻 （講談社、1989-90年）
- 『樹々光彩』（日本経済新聞社、1992年）
- 『雪月花 画集』全3巻 （日本経済新聞社、1993-94年）
- 『コンコルド広場の椅子』（新潮社、1993年）
- 『山河遥か』画文集 （求龍堂、1994年）
- 『四季めぐりあい』全4冊 （講談社、1995年）
- 『信州讃歌』画文集 （求龍堂、1995年）
- 『東山魁夷自選画文集』全5巻 （集英社、1996年）

1. 旅への誘い
2. 欧州巡遊
3. 美しい日本
4. 水墨の魅力
5. 自然への讃歌

- 『爽風明水』（日本経済新聞社、1996年）
- 『薫風小径』（日本経済新聞社、1996年）
- 『白馬幻想 心の風景より』（ビジョン企画出版社、1996年）
- 『美と遍歴 東山魁夷座談集』（芸術新聞社、1997年）
- 『東山魁夷「森への誘い」』（日本経済新聞社、1997年）
- 『僕の留学時代』（日本経済新聞社、1998年）
- 『追憶の古都』（ビジョン企画出版社、1999年）
- 『私の風景 東山魁夷画文集』（求龍堂、1999年）

### 主な評伝研究
- Als Bürger zweier Welten. Erläutert von N. Senzoku, T. Takatsuji. Dogakusha 1984

『ふたつの世界の間に生きて』（千足伸行・高辻知義編、同学社） ISBN 4810206238
- 寄川条路（よりかわ・じょうじ）編訳・解説『東山魁夷―ふたつの世界、ひとすじの道―』（ナカニシヤ出版、2014年5月）、ISBN 978-4-7795-0842-4

- 桑原住雄『東山魁夷　美の道、祈りの旅』講談社、1995年
- 佐々木徹『東山魁夷ものがたり』ビジョン企画出版社、2002年
- 村上通哉『感動 人間・東山魁夷』日本経済新聞出版社、2004年
  - 改訂版『うつくしい人　東山魁夷』集英社文庫、2018年
- 『東山魁夷を語る　東山すみ対談集』美術年鑑社、2008年
- 岡田政晴『縁の糸　信州の東山魁夷とすみ夫人』ほおずき書籍、2012年
- 『巨匠の眼　川端康成と東山魁夷』水原園博ほか、求龍堂、2014年